# Иванов, Игорь Владимирович (хоккеист)
Игорь Владимирович Иванов (род. 26 октября 1970, Москва) — советский, российский и австрийский хоккеист.

## Карьера
Воспитанник московского ЦСКА. За два года провёл 30 игр. В составе молодёжной сборной СССР стал чемпионом мира (1989) и вице-чемпионом мира (1990). В составе же клуба, занимавшего первое (1989) и второе (1990) место, наград не получал, так как провёл менее половины игр.
В течение пяти сезонов Игорь выступал в составе «Крыльев Советов», где он провёл более 200 игр в чемпионате СССР и России.
На Олимпиаде-1994 провёл все восемь игр сборной России. Российская сборная заняла лишь четвёртое место.
В 1995 году Игорь Иванов выехал в Австрию. Первые два сезона он провёл в клубе высшего дивизиона — «Клагенфурте», в составе которого дважды стал вице-чемпионом Австрии.
В 1998 году он играл в одном из клубов низшей лиги первенства Германии. В 1999 году вернулся в Австрию. В составе «Клагенфурта» стал чемпионом (2004), серебряным (2005) и бронзовым (2002) призёром Австрии.
В составе «Дорнбиргера» становится чемпионом 2-й лиги Австрии (2010).
Позже перешёл в «EC Kitzbühel».
За время игровой карьеры сыграл в высшем дивизионе более 350 игр, в первом и более низких дивизионах — более 220 игр.